# Arquitecto

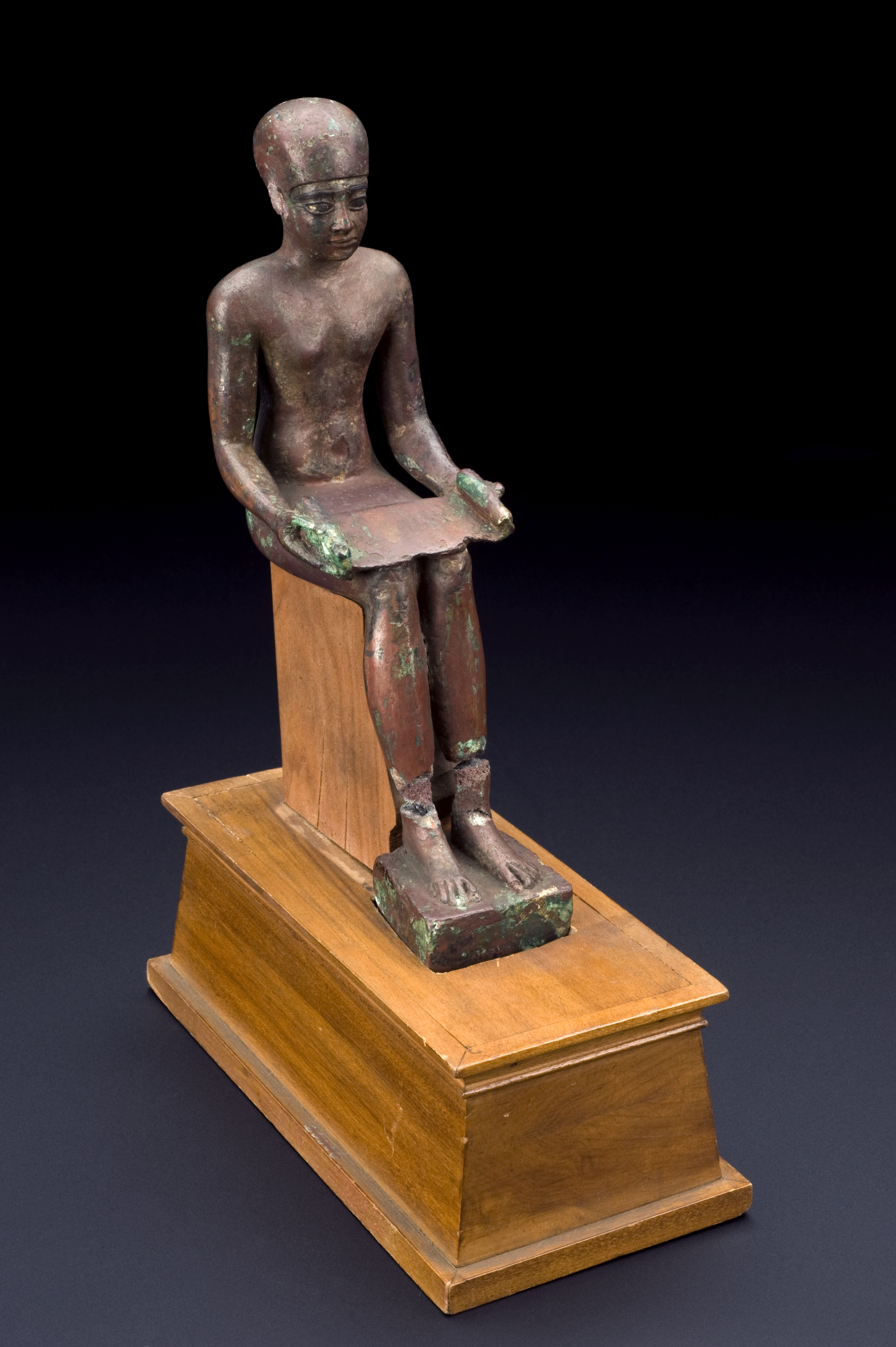
Estatuilla de Imhotep, el primer arquitecto conocido en la historia. c. 2650-2600 a. C. Antiguo Egipto.

Un arquitecto (del griego antiguo ἀρχιτέκτων, architéctōn, «arquitecto» o «constructor jefe»; compuesto de ἀρχός, archós, «jefe» o «guía», y τέκτων, téctōn, «constructor»), es el profesional que se encarga de proyectar, diseñar y dirigir la construcción y el mantenimiento de edificios, urbanizaciones, ciudades y estructuras de diverso tipo. Practicar la arquitectura significa proporcionar servicios relacionados con el diseño de edificios y el espacio urbano dentro del contexto que rodea la edificación, que tienen a la ocupación o el uso humano como su propósito principal.
Los requisitos profesionales para la comunidad de arquitectura varían de un lugar a otro. Las decisiones de un arquitecto o arquitecta afectan la seguridad pública y, por lo tanto, el profesional debe someterse a una formación especializada que consta de educación avanzada y una práctica (o pasantía) para obtener experiencia práctica para obtener una licencia para ejercer la profesión. Los requisitos prácticos, técnicos y académicos para convertirse en arquitecto varían según el país o jurisdicción, aunque el estudio formal de la arquitectura en las instituciones académicas ha jugado un papel fundamental en el desarrollo de la profesión en su conjunto.

## Historia

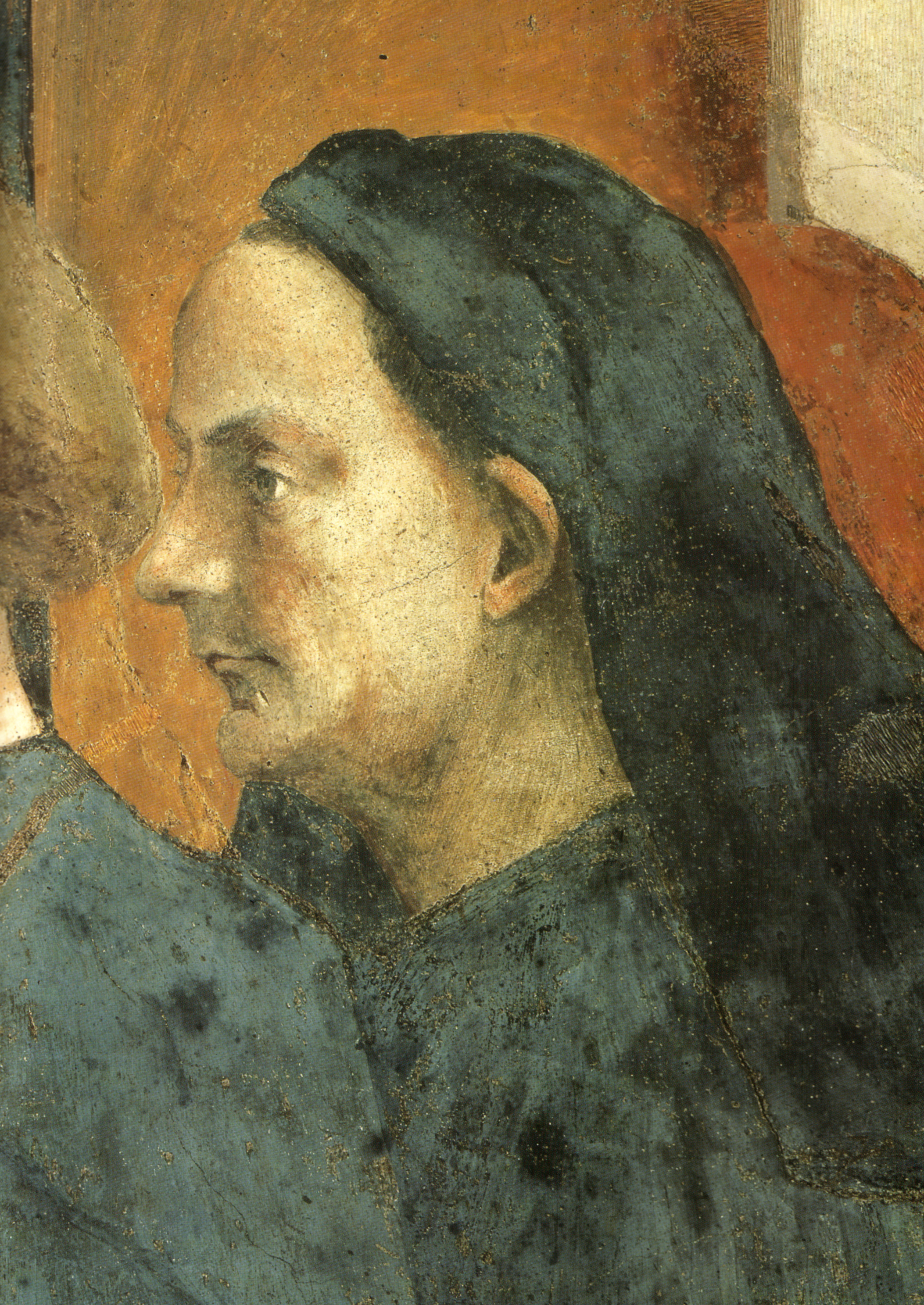
Filippo Brunelleschi es considerado como uno de los arquitectos más inventivos y dotados en la historia.

A lo largo de la historia antigua y medieval, la mayor parte del diseño arquitectónico y la construcción se realizaban por artesanos capacitados, como canteros y carpinteros, que ascendían al papel de maestros constructores. Se sugiere que varios desarrollos en tecnología y matemáticas permitieron el desarrollo del arquitecto profesional "caballero", separado del artesano práctico.
El papel no se utilizó en Europa para dibujar hasta el siglo XV, pero estuvo cada vez más disponible después de 1500. Los lápices se utilizaron con más frecuencia para dibujar en 1600. La disponibilidad de ambos permitió que los profesionales hicieran dibujos previos a la construcción. Al mismo tiempo, la introducción de la perspectiva lineal e innovaciones como el uso de diferentes proyecciones para describir un edificio tridimensional en dos dimensiones, junto con una mayor comprensión de la precisión dimensional, ayudaron a los diseñadores de edificios a comunicar sus ideas. Sin embargo, el desarrollo fue gradual. Hasta el siglo XVIII, los edificios continuaron siendo diseñados y colocados por artesanos con la excepción de proyectos de alto estatus.

## Práctica de la arquitectura
En la mayoría de los países desarrollados, solo aquellos o aquellas calificados con una licencia, certificación o registro apropiados con un organismo relevante (a menudo gubernamental) pueden ejercer legalmente la arquitectura. Dicha licencia generalmente requiere de un título universitario, la finalización satisfactoria de los exámenes y un período de formación. La representación de uno mismo como arquitecto mediante el uso de términos y títulos está restringida por ley a las personas con licencia, aunque en general, los derivados como el diseñador arquitectónico a menudo no están protegidos legalmente.
Practicar arquitectura implica la capacidad de practicar independientemente de la supervisión. El término profesional del diseño de edificios (o profesional del diseño), por el contrario, es un término mucho más amplio que incluye a los profesionales que ejercen de forma independiente en una profesión alternativa, como profesionales de la ingeniería, o aquellos que ayudan en la práctica de la arquitectura bajo la supervisión de un licenciado o personas de la comunidad de arquitectura como arquitectos en prácticas. En muchos lugares, las personas independientes y sin licencia pueden realizar servicios de diseño fuera de las restricciones profesionales, como casas de diseño y otras estructuras más pequeñas.
El conocimiento técnico y medioambiental, la gestión del diseño y la construcción y la comprensión de los negocios son tan importantes como el diseño. Sin embargo, el diseño es la fuerza impulsora durante todo el proyecto y más allá. Cuando un arquitecto o arquitecta acepta el encargo de un cliente, la comisión puede involucrar la preparación de informes de viabilidad, auditorias de edificios, el diseño de un edificio o de varios edificios, estructuras y los espacios entre ellos. El arquitecto o la arquitecta participa en el desarrollo de los requisitos que el cliente desea del edificio. Durante todo el proyecto (desde la planificación hasta la ocupación), el arquitecto o arquitecta coordina un equipo de diseño. Los ingenieros y las ingenieras estructurales, mecánicos, eléctricos y otros especialistas son contratados por la clientela o la o el arquitecto, quienes deben asegurarse de que sus áreas de trabajo estén enlazadas y coordinadas para construir el diseño.

### Requerimientos profesionales
Aunque existen variaciones de un lugar a otro, la mayoría de los arquitectos deben registrarse en la jurisdicción correspondiente. Para hacerlo, los arquitectos generalmente deben cumplir con tres requisitos comunes: educación, experiencia y examen.
Los requisitos educativos generalmente consisten en un título universitario en arquitectura. El requisito de experiencia para los candidatos a un título generalmente se satisface mediante una práctica o pasantía (generalmente de dos a tres años, según la jurisdicción). Finalmente, se requiere un examen de registro o una serie de exámenes antes de obtener la licencia.

### Desempeño profesional
El arquitecto es responsable de crear un concepto de diseño que cumpla con los requisitos de ese cliente y proporcione una instalación adecuada para el uso requerido. El arquitecto o arquitecta debe reunirse e interrogar al cliente para conocer todos los requisitos (y matices) del proyecto planificado. A menudo, el resumen completo no está del todo claro al principio: implica cierto grado de riesgo en la empresa de diseño. El o la profesional puede hacer propuestas tempranas al cliente, que pueden re-elaborarse y modificarse en planos y en la elaboración del "programa" (o resumen), que es esencial para producir un proyecto que satisfaga todas las necesidades del propietario. Esta es una guía para el arquitecto o la arquitecta en la creación del concepto de diseño.
Por lo general, se espera que las propuestas de diseño sean tanto imaginativas como pragmáticas. Dependiendo del lugar, el tiempo, las finanzas, la cultura y la artesanía y la tecnología disponible en las que se realiza el diseño, el alcance y la naturaleza precisos de estas expectativas variarán. La previsión es un requisito previo, ya que el diseño de edificios es una empresa muy compleja y exigente.
Cualquier concepto de diseño debe, en una etapa muy temprana de su generación, tener en cuenta una gran cantidad de cuestiones y variables que incluyen las cualidades del espacio (s), el uso final y el ciclo de vida de estos espacios propuestos, conexiones, relaciones, y aspectos entre espacios incluyendo cómo se articulan entre sí, y como el impacto de las propuestas en la localidad o contexto inmediato y más amplio. La selección de materiales y tecnología apropiados debe ser considerada, probada y revisada en una etapa temprana del diseño para asegurar que no haya contratiempos (como costos más altos de lo esperado) que puedan ocurrir más adelante. El sitio y sus alrededores, así como la cultura y la historia del lugar, también influirán en el diseño. El diseño también debe afrontar la creciente preocupación por la sostenibilidad medioambiental. El arquitecto puede introducir (intencionalmente o no), en mayor o menor grado, aspectos de las matemáticas y la arquitectura, teoría arquitectónica nueva o actual, o referencias a la historia de la arquitectura.
Una parte clave del diseño es que el arquitecto a menudo consulta con ingenieros, topógrafos y otros especialistas durante todo el diseño, asegurando que aspectos como los soportes estructurales y los elementos de aire acondicionado estén coordinados en el esquema como un todo. El control y planificación de los costos de construcción también son parte de estas consultas. La coordinación de los diferentes aspectos implica un alto grado de comunicación especializada, incluyendo tecnología informática avanzada como BIM (Building Information Modeling), CAD y tecnologías basadas en la nube. En todo momento en el diseño, el arquitecto informa al cliente que puede tener reservas o recomendaciones, introduciendo una variable adicional en el diseño.
Los arquitectos y las arquitectas tratan con las jurisdicciones locales y federales sobre las regulaciones y los códigos de construcción. Es posible que el arquitecto deba cumplir con las leyes locales de planificación y zonificación, como los retrocesos requeridos, las limitaciones de altura, los requisitos de estacionamiento, los requisitos de transparencia (ventanas) y el uso de la tierra. Algunas jurisdicciones establecidas requieren el cumplimiento de pautas de diseño y preservación histórica. Los riesgos para la salud y la seguridad forman una parte vital del diseño actual, y en muchas jurisdicciones, se requieren informes y registros de diseño que incluyan consideraciones continuas como materiales y contaminantes, manejo y reciclaje de desechos, control del tráfico y seguridad contra incendios.

#### Medios de diseño
Anteriormente, los arquitectos empleaban dibujos para ilustrar y generar propuestas de diseño. Si bien los arquitectos y las arquitectas todavía utilizan ampliamente los bocetos conceptuales, la tecnología informática se ha convertido en el estándar de la industria. [13] Sin embargo, el diseño puede incluir el uso de fotografías, collages, impresiones, grabados en linóleo, tecnología de impresión 3D y otros medios en la producción de diseño. Cada vez más, los programas informáticos como BIM están dando forma a la forma en que trabajan los arquitectos o las arquitectas. La tecnología BIM permite la creación de un edificio virtual que sirve como base de datos de información para compartir información sobre el diseño y la construcción a lo largo del ciclo de vida del diseño, la construcción y el mantenimiento del edificio.

#### Rol ambiental
Como ahora se sabe que los edificios actuales son grandes emisores de carbono a la atmósfera, se están poniendo cada vez más controles en los edificios y la tecnología asociada para reducir las emisiones, aumentar la eficiencia energética y hacer uso de fuentes de energía renovables. Las fuentes de energía renovable se pueden desarrollar dentro del edificio propuesto o mediante proveedores de energía renovable locales o nacionales. Como resultado, el arquitecto o la arquitecta debe mantenerse al tanto de las regulaciones actuales que se están ajustando continuamente. Algunos desarrollos nuevos presentan un uso de energía extremadamente bajo. [15] Sin embargo, también se requiere cada vez más que el arquitecto o arquitecta brinde iniciativas en un sentido ambiental más amplio, como hacer provisiones para el transporte de baja energía, iluminación natural en lugar de iluminación artificial, ventilación natural en lugar de aire acondicionado, contaminación y gestión de residuos, uso de materiales reciclados. materiales y empleo de materiales que puedan reciclarse fácilmente en el futuro.

### Rol de construcción
A medida que el diseño se vuelve más avanzado y detallado, se hacen especificaciones y diseños detallados de todos los elementos y componentes del edificio. Las técnicas en la producción de un edificio avanzan continuamente, lo que exige al arquitecto que se mantenga al día con estos avances.
Según las necesidades del cliente y los requisitos de la jurisdicción, el espectro de servicios del arquitecto durante las etapas de construcción puede ser extenso (preparación de documentos detallados y revisión de la construcción) o menos complicado (como permitir que un contratista ejerza funciones considerables de diseño y construcción).

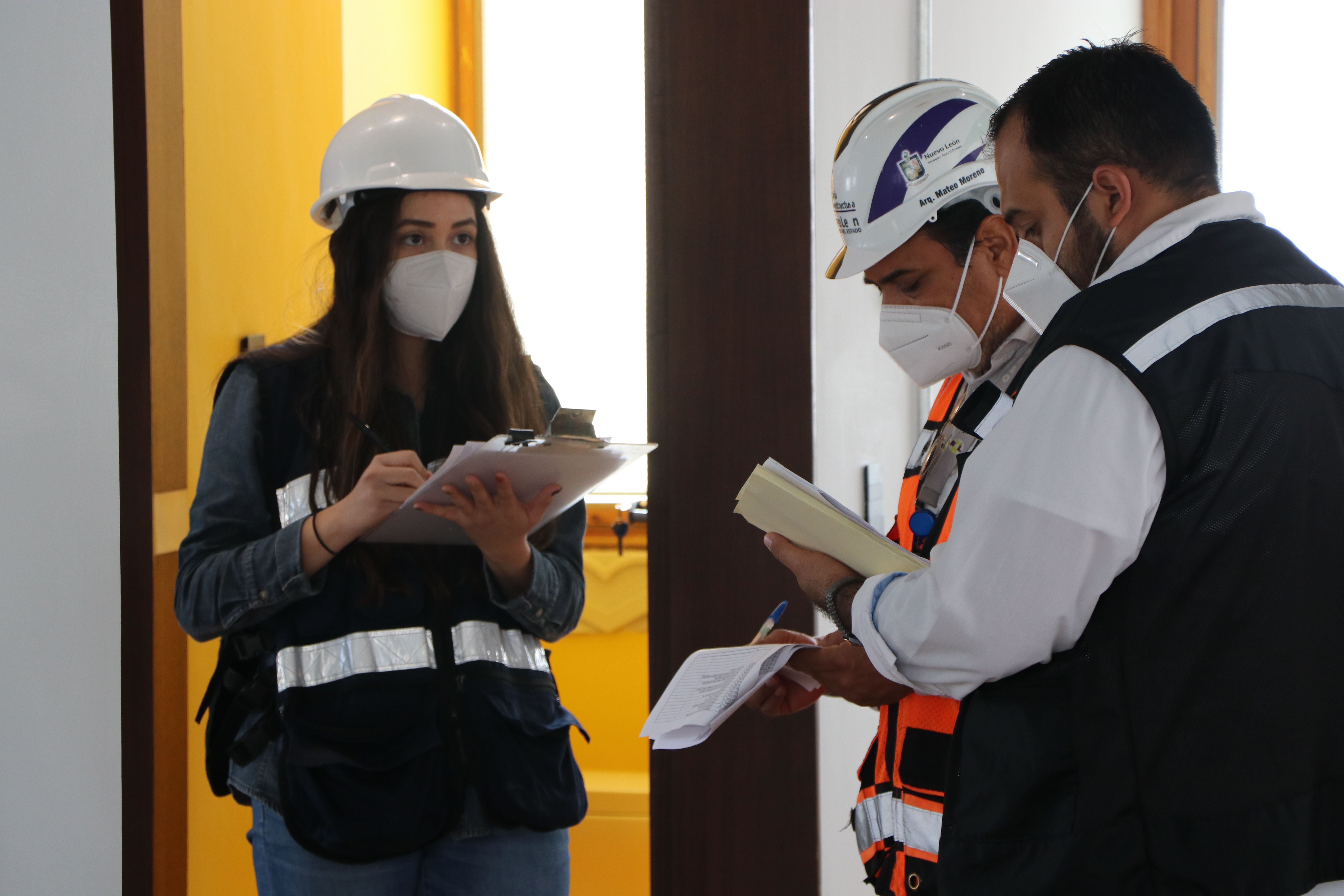
Arquitectos desempeñando sus funciones en obra.

Los arquitectos y las arquitectas suelen presentar proyectos a licitación en nombre de sus clientes, asesorar sobre la adjudicación del proyecto a un contratista general, facilitar y luego administrar un contrato de acuerdo que a menudo se establece entre el cliente y el o la contratista. Este contrato es legalmente vinculante y cubre una amplia gama de aspectos, incluidos los seguros y compromisos de todas las partes interesadas, el estado de los documentos de diseño, las disposiciones para el acceso del arquitecto o arquitecta y los procedimientos para el control de las obras a medida que avanzan. Dependiendo del tipo de contrato utilizado, es posible que se requieran disposiciones para otras licitaciones de subcontratos. El arquitecto o arquitecta puede requerir que algunos elementos estén cubiertos por una garantía que especifique la vida útil esperada y otros aspectos del material, producto o trabajo.
En la mayoría de las jurisdicciones, se debe notificar previamente a la autoridad local relevante antes de comenzar en el sitio, dando así aviso a la autoridad local para que lleve a cabo inspecciones independientes. Luego, el arquitecto revisará e inspeccionará el progreso del trabajo en coordinación con la autoridad local.
Por lo general, el arquitecto revisará los dibujos del taller del contratista y otras presentaciones, preparará y emitirá las instrucciones del sitio y proporcionará certificados de pago al contratista (consulte también diseño-oferta-construcción) que se basa en el trabajo realizado hasta la fecha, así como en los materiales y otros bienes adquiridos o alquilados. En el Reino Unido y otros países, un topógrafo de cantidades a menudo forma parte del equipo para brindar consultoría de costos. Con proyectos muy grandes y complejos, a veces se contrata a un gerente de construcción independiente para ayudar en el diseño y administrar la construcción.
En muchas jurisdicciones, se requiere certificación obligatoria o garantía del trabajo terminado o parte de los trabajos. Esta demanda de certificación conlleva un alto grado de riesgo, por lo tanto, se requieren inspecciones periódicas del trabajo a medida que avanza en el sitio para garantizar que cumple con el diseño en sí, así como con todos los estatutos y permisos relevantes.

## Honorarios
Las estructuras de tarifas de los arquitectos generalmente se basan en un porcentaje del valor de la construcción, como una tarifa por unidad de área de la construcción propuesta, tarifas por hora, por metro cuadrado o una tarifa de suma global fija. También son comunes las combinaciones de estas estructuras. Las tarifas fijas generalmente se basan en el costo de construcción asignado a un proyecto y pueden oscilar entre el 4 y el 12 % del costo de construcción nueva, para proyectos comerciales e institucionales, según el tamaño y la complejidad del proyecto. Los proyectos residenciales oscilan entre el 12 y el 20 %. Los proyectos de renovación suelen tener porcentajes más altos, tan altos como 15-20 %.

## Premios de arquitectura

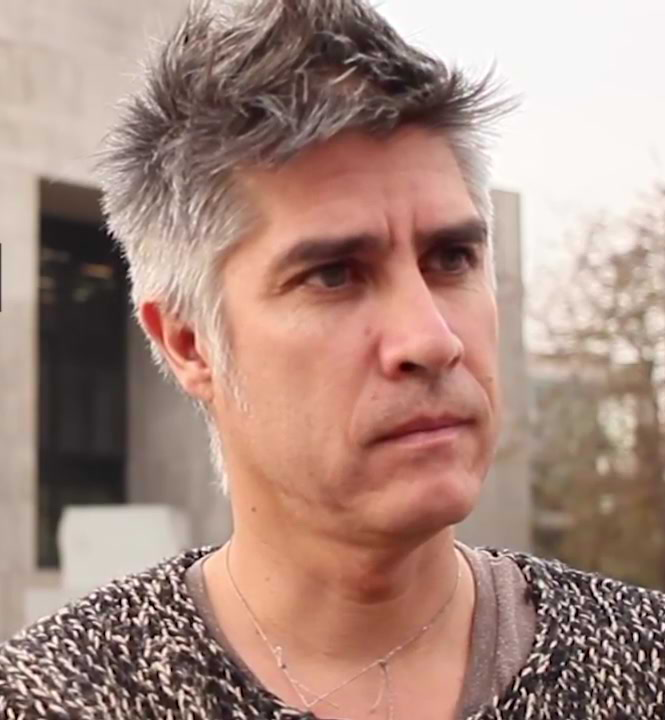
Alejandro Aravena, Premio Pritzker en 2016.

Las asociaciones profesionales nacionales y otros organismos otorgan una amplia variedad de premios que reconocen a los profesionales consumados, sus edificios, estructuras y carreras profesionales.
El premio más lucrativo que puede recibir un arquitecto es el Premio Pritzker, a veces denominado "Premio Nobel de la arquitectura". Otros prestigiosos premios de arquitectura son la Royal Gold Medal, la AIA Gold Medal (EE. UU.), La AIA Gold Medal (Australia) y el Praemium Imperiale.
Los arquitectos en los Estados Unidos que han hecho contribuciones a la profesión a través de la excelencia en el diseño o la educación arquitectónica, o que de alguna otra manera han avanzado en la profesión, son elegidos miembros del Instituto Americano de Arquitectos y pueden escribir FAIA después de su nombre. Los arquitectos en Canadá, que han hecho contribuciones sobresalientes a la profesión a través de contribuciones a la investigación, becas, servicio público o posición profesional para el bien de la arquitectura en Canadá o en cualquier otro lugar, pueden ser reconocidos como miembros del Royal Architectural Institute of Canada y puede escribir FRAIC después de su nombre. En Hong Kong, los elegidos como miembros autorizados pueden usar la HKIA inicial, y aquellos que hayan hecho una contribución especial después de la nominación y elección por el Instituto de Arquitectos de Hong Kong (HKIA), pueden ser elegidos como miembros compañeros de HKIA y pueden usar FHKIA después de su nombre.